# Pfarrkirche Oftering

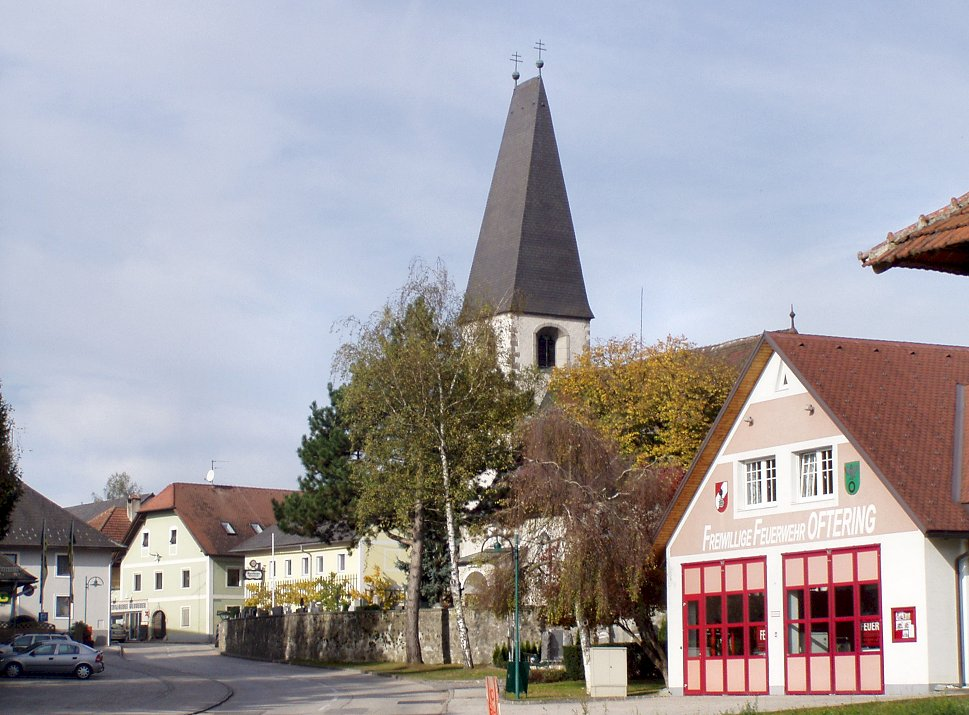
Pfarrkirche Hll. Peter und Paul in Oftering

Die Pfarrkirche Oftering steht in der Katastralgemeinde Freiling in der Gemeinde Oftering in Oberösterreich. Die römisch-katholische Pfarrkirche Peter und Paul gehört zum Dekanat Traun in der Diözese Linz. Die Kirche und der Friedhof stehen unter Denkmalschutz.

## Geschichte
Die gotische Kirche wurde in der ersten Hälfte des 15. Jahrhunderts erbaut.

## Architektur
Das zweischiffige dreijochige Langhaus hat Achtecksäulen und der eingezogene eineinhalbjochige Chor mit einem Fünfachtelschluss haben Kreuzrippengewölbe auf Halbkreisdiensten. Der Westturm trägt ein Keildach.

## Ausstattung
Der Hochaltar von 1697 zeigt das Altarbild Kreuzigung des Malers Carl von Reslfeld (1697). Die Statuen Peter und Paul sind aus der Mitte des 18. Jahrhunderts. Die weitere Kirchenausstattung ist neugotisch.